# 김인규 (1950년)
김인규(金仁圭, 1950년 2월 5일 ~ )는 대한민국의 언론인이다. 경기고등학교와 서울대학교 정치학과를 나온 그는, 1973년에 공채 1기 기자로 KBS에 입사하였다. KBS 보도국 정치부 부장, 뉴미디어본부장 등을 역임한 후에 2003년에 KBS 이사로 선임되었다. 성균관대학교 언론정보대학원 초빙교수로 재직했으며 제17대 대선 당시에 이명박 후보의 방송전략실장으로 일했다. 디지털미디어산업협회장으로 활동하다 이병순의 후임으로 KBS로 복귀하여 제19대 KBS 사장을 역임하였다.

## 비판 및 논란

### KBS 사장선임 관련
2009년 11월 13일에 KBS 사장후보추천위원회(위원장 홍수완)는 사장후보 공모자들 가운데에서 이병순 사장과 김인규 디지털미디어협회장, 강동순 전 방송위원(이상 여당측 추천), 이봉희 전 미주 KBS 사장(야당측 추천), 홍미라 전국언론노동조합 KBS계약직지부장(야당측 추천) 등 5명을 최초 후보자로 KBS이사회에 추천했다.
11월 18일 KBS이사회는 차기 사장으로 김인규씨를 선정하였다. 이에 대하여 KBS노동조합은 대선 당시 이명박 후보의 특보를 지낸 전력을 문제삼아 사장 임명이 강행될시 총파업을 공언하였다.
11월 18일 차기사장 선출을 위해 열린 KBS이사회에서 1차 투표에서 재적 과반수(6표이상) 득표자가 나오지 않았고 김인규와 이병순이 결선투표에 진출하였다. 김인규 후보는 6명의 이사의 지지를 얻었고, 이병순 후보는 1표를 얻었다. 나머지 이사 4명은 기권했다. KBS이사회는 김인규 후보를 차기 KBS사장후보로 이명박 대통령에게 임명제청한다. 사장선정과 관련하여 투표에 참여했던 야당측 이사 고영신, 진홍순 이사는 취재진과의 간담회를 통해 후보자면접 과정에서 후보자 중 김인규 후보가 단연 두각을 나타냈다고 밝혔다. 고 이사는“김인규 후보는 박학다식하고 KBS에 대해 누구보다 잘 알아 어떤 질문에도 막힘없이 답했다. 방송 전반에 대해 꿰뚫고 있다는 것을 알 수 있었다. 그런 면에서는 흠 잡을 데가 없었다"고 말했다. KBS이사회의 결정에 대해 언론계와 KBS내부조직, 그리고 여야간에 논쟁을 일으켰다. 우선 KBS노동조합은 이런 결과에 대해 '낙하산 저지와 방송장악 분쇄 '총파업 투쟁'을 선언한다!'라는 제목의 성명을 발표하고 반대의사를 밝혔다.
김덕재 KBS PD협회장은 "이번 사장선임 과정에서 KBS노조를 비롯한 구성원들은 정치독립적 사장 선임을 위해 노력했으나 사추위는 껍데기에 그쳤고, 이사회는 거수기로 전락했다"며 "특별다수제와 공개면접도 도입되지 않았고, 밀실이사회를 통해 언론특보 김인규를 낙하산 태워 다시 내려보냈다"고 지적했다.
11월 20일에 열린 국회 문화체육관광방송통신위원회에서는 김인규 KBS사장 내정자에 대해 여야의원과의 열띤 찬반논쟁이 일었다. 전병헌 민주당 문방위 간사는 "공영방송인 KBS 사장에 지난 대선에서 특보를 맡았던 김인규 씨를 추천한 것은 KBS를 직접 장악하겠다는 의도를 노골화 한 것"이라고 비판했다. 이에 대해 여당인 한나라당의 진성호 의원은 "KBS 사장 추천자가 정치권에 몸 담았던 것은 흠결이 있지만 이 때문에 그가 가진 장점들을 다 무시할 수는 없다"고 말했고 같은 당 안형환 의원과 나경원 간사도 "KBS 사장은 이사회가 독자적인 권한에 따라 결정한 것으로, 이를 놓고 상임위에서 왈가왈부하는 것은 월권"이라고 선을 그었다.
11월 23일 이명박 대통령은 KBS이사회가 신임 사장 후보로 임명제청한 김인규 후보자의 임명동의안 전자문서에 서명하였다. 김인규 사장의 임기는 11월 24일부터 3년간이다. 11월 24일 오전 10시 예정된 취임식에 참가하기 위해 여의도 KBS본관 앞에 도착한 김인규 사장은 KBS노조의 저지로 일단 한차례 KBS본관 진입이 좌절되었다. 오후 2시 노조의 출입을 차단한 채 TV스튜디오에서 취임식을 마쳤다. 입장을 저지당한 노조원들이 부조에 진입하여 사내방송을 통한 취임식 중계를 중단시키는 소동이 있었다.
KBS노조는 '이명박 대통령 특보 김인규 사장 반대 및 방송장악 분쇄를 위한 KBS 총파업 찬반투표'를 실시했다. 2009년 12월 3일 전체 조합원 4203명(투표자 3553명) 가운데 2025명이 파업에 찬성한 것으로 나와 찬성률이 재적 대비 48.15%에 그쳐 파업이 부결되었다.

### KBS 경영문제
- 김인규 신임 KBS사장은 2009년 11월 24일 오후에 여의도 KBS본사 TV스튜디오에서 열린 취임식에서, <<우리 모두 하나가 되어 공영방송의 새로운 역사를 만들어 나갑시다>>라는 제목의 취임사를 통해 KBS를 확실한 공영방송으로 만들기 위해 노력하겠다면서 향후 KBS의 경영방침을 밝혔다. 대대적인 탕평인사를 펼치고, 직종간 갈등을 없애며, 급변하는 미디어 환경에 전략적으로 대응하고 시청자를 최우선시 하는 조직으로 바꾸겠다고 밝혔다. 그리고 현안 과제로는 29년간 2500원으로 묶여있는 수신료 현실화를 위해 최대한 노력하겠다고 밝혔다. 김인규 신임사장은 무료지상파 디지털TV플랫폼 구축에 대한 일단도 밝혔다. 그는 영국의 세계적인 공영방송 BBC가 주도하는 프리뷰처럼 한국의 무료 지상파 디지털 TV 플랫폼, 가칭 케이 뷰 플랜(K-VIEW PLAN)을 주도하겠다고 밝혔다.[13]

- 취임 이후 첫 인사발령은 11월 25일자로 발령받은 박갑진 인력관리실장(국장급), 백운기 비서실장, 이선재 남북협력단장(본사 팀장급)이다.[14]

### 코디마 기금모금의혹 논란
김인규 KBS사장이 코디마(KoDiMA, 한국디지털미디어산업협회)협회장 시절 청와대를 통한 외압으로 통신3사에 기금을 출연하려했다는 의혹관련이다. 2009년 10월 7일 국회의 방송통신위원회 국정감사에서 야당은 청와대 모 행정관이 이동통신사에 코디마에 대한 기금출연을 압박했다는 의혹을 펼쳤다. 민주당 전병헌 의원 등은 "청와대 박모 행정관이 8월 초 SK텔레콤과 KT, LG텔레콤 관계자들을 청와대로 불러 코디마에 기금 출연을 요구했다"면서 구체적으로 SK텔레콤과 KT에 100억 원씩, LG텔레콤에 50억 원을 요구했다고 밝혔다. 야당의원들의 추궁에 대해 최시중 방통위원장은 "적절하지 않은 일"이라고 일부 잘못을 시인하면서 "진상 조사 후 부적절한 것으로 결론나면 조치를 취하겠다"고 답했다.
한편 박선규 청와대 대변인은 "방송통신 관련 협회가 만들어지면 회원사들이 기금을 조성하는 것은 일종의 관행이었다"면서 "통신 3사를 포함한 회원사들 스스로 기금 모금을 결정한 사안으로 안다"고 해명했다.
이 문제와 관련 야당의원들은 문화체육관광부 예산안 심사회의에 앞서 기금모금 의혹에 관한 진상조사소위원회 구성을 요구하며 계속하여 정치쟁점화하고 있다.

### 정권 눈치보기 논란
KBS차기사장 후보 면접과정에서 김인규 후보자가 한 발언에 대해 KBS노조조합과 KBS이사회 사무국의 주장이 엇갈리고 있다. 이 외에도 KBS의 보도와 시사프로그램에 대하여 정권 눈치보기를 조장하고 있다는 비판을 받고 있다. KBS 신입 기자들은 집회를 갖고 김인규가 "입맛에 안 맞는 기사는 막고 비판적인 기자는 잡아가두던 군사정권의 화석이, 저희가 다니고 있는 회사에서 되살아나고 있다"고 비판했다. 이후 2010년 12월 30일 양정철 전 청와대 비서관은 김인규가 청와대 고위 인사를 만나 "KBS를 장악할 사람은 나밖에 없다"고 말한 사실을 폭로하면서 방송 장악 논란이 가중되기도 했다. KBS 추적60분에서 4대강 사업에 대해서 다룬 내용이 갑작스레 방송이 취소되고, 이에 대해 항의하는 현수막을 걸었다는 이유로 신입 PD들을 무더기 징계하면서 KBS 노조의 반발을 사기도 했다.

### 기자 시절 편향적인 보도 논란
김인규 사장은 1982년 기자 시절 <특별입체 기획, 제5공화국 1년>을 제작하였다. 해당 특집 프로그램에서는 "제5공화국 출범 1년은 그 이전의 어지러움과 어두움과는 반대의 안정과 밝음으로 완전히 바꿔놓은 것", "온 국민의 단합과 자신의 용기와 지도자의 영도력이 혼연 일치를 이룬데서 발휘 될 수 있었다" 등의 전두환을 미화하고 찬양하는 내용이 담겨 있었다. 본인은 "이제 한국을 보는 세계의 눈은 분명히 달라졌고 경이의 눈길로 바뀌었다. 그것은 제 5공화국 출범과 함께 전두환 대통령의 역사적인 미국 방문과 아세안 순방 그리고 88년 올림픽 서울 유치 등이 성공적으로 이뤄져서 대한민국이 세계적인 선진국 대열에 부상했기 때문"이라는 발언을 했다.

## 케이 뷰 플랜
- 케이 뷰 플랜(K-VIEW PLAN)은 2009년 11월 25일 KBS 김인규 신임사장이 취임사에서 밝힌 무료 지상파 디지털 TV 플랫폼 구상이다.

## 주요 경력
- 1973년 : 한국방송공사 기자 입사(공채 1기)
- 1975년 : KBS 청주방송국 기자
- 1976년 : KBS 보도국 외신부 기자
- 1977년 : KBS 보도국 사회부 기자
- 1979년 : KBS 보도국 정치부 기자
- 1985년 : KBS 보도국 정치부 차장
- 1990년 ~ 1992년 : KBS 보도국 정치부 부장
- 1992년 ~ 1993년 : 한국방송공사 미주총국 뉴욕주재 특파원
- 1993년 ~ 1993년 : 한국방송공사 워싱턴총국 뉴욕지국장
- 1994년 ~ 1994년 : 한국방송공사 워싱턴총국 특파원
- 1994년 ~ 1995년 : 한국방송공사 해설위원
- 1995년 ~ 1996년 : 한국방송공사 보도국 정치부 부장
- 1996년 ~ 1997년 : 한국방송공사 보도국 취재1주간
- 1997년 : 한국프레스클럽 운영위원
- 1997년 ~ 1998년 : 한국방송공사 보도국장
- 1998년 ~ 1999년 : 한국방송공사 부산방송총국장
- 1999년 ~ 1999년 : 한국방송공사 정책기획국장
- 1999년 ~ 2000년 : 한국방송공사 뉴미디어센터장
- 2001년 ~ 2001년 : 한국방송공사 특임본부장
- 2001년 : 국회 방송자문위원회 위원
- 2001년 ~ 2003년 : KBS 뉴미디어본부장
- 2002년 ~ 2004년 : LG상남언론재단 이사
- 2003년 : KBS 이사
- 2003년 : 고려대학교 언론대학원 석좌교수
- 2004년 : 한국방송기자클럽 부회장
- 2007년 2월 ~ : 성균관대학교 언론정보대학원 초빙교수
- 제17대 대통령 선거 이명박 후보 캠프 방송전략실장
- 2009년 : 한국디지털미디어산업협회(KoDiMA, 코디마)회장
- 2009년 11월 24일 : 19대 KBS사장 취임[23]
- 2009년 11월 24일 ~ 2012년 11월 23일 : KBS 사장
- 2009년 12월 2일 ~ 2012년 12월 2일 : 제3대 D-TV코리아 회장
- 2009년 12월 17일 ~ 2012년 8월 20일 : 제17대 한국방송협회장
- 2011년 11월 8일 ~ 2013년 10월 29일 : ABU(아시아태평양방송연맹) 회장
- 2013년 2월 ~ 2017년 7월 : GS 사외이사
- 2015년 2월 ~ 2017년 6월 : CJ오쇼핑 사외이사
- 한국전쟁기념재단 이사장
- 2016년 2월 ~ : 제22대 한국장애인재활협회 회장
- 2017년 6월 1일 ~ 2021년 5월 : 제10대 경기대학교 총장
- 서울대학교 총동창회 상임부회장
- 아산사회복지재단 명예자문위원회 위원
- 서울대학교 총동창회 수석부회장
- 공정언론국민연대 상임고문
- 의정부 시민협치 인수위원회 위원장

## 저서 및 관련서적
- 김인규 (2005). 《《방송인 김인규의 공영방송 특강》》. 커뮤니케이션북스. ISBN 8984995304.
- 김인규 외 (2004). 《《그 해 겨울은 뜨거웠다 (IMF 극복 금모아 수출하자)》》. 서해문집. ISBN 897483202X.
- 김인규 (1999). 《《지금 녹음하자는 거요》》. 한송. ISBN 8986320460.